# St. Josef (Mitterfels)
| Sankt Josef Mitterfels | Sankt Josef Mitterfels |
| ---------------------- | ---------------------- |
|                        |                        |
| Konfession             | römisch-katholisch     |
| Ort                    | Mitterfels             |
| Diözese                | Regensburg             |
| Patrozinium            | Josef von Nazaret      |
| Baujahr                | 1844                   |
| Funktion               | Friedhofskirche        |

Die römisch-katholische Kirche St. Josef ist eine Friedhofskirche in Mitterfels, einem Markt im niederbayerischen Landkreis Straubing-Bogen. Sie ist dem heiligen Josef geweiht. Das Bauwerk von 1844 steht unter Denkmalschutz.

## Lage
Die Kirche steht 430 m ü. NN innerhalb des 1833 eröffneten Friedhofs an der Straubinger Straße.

## Geschichte
Der Neubau St. Josef in Mitterfels wurde 1844 als Friedhofskapelle errichtet, da der neue Friedhof außerhalb des Dorfs und abseits der damaligen Pfarrkirche St. Georg lag. Die Folgen eines Blitzschlages mussten 1957 aufwendig repariert werden. Einige Jahre später wurde die Fundamentierung erneuert und die Mauern trockengelegt. Ab April 2015 erfolgte eine größere Renovierung mit Gesamtkosten von 212000 Euro, die mit der Segnung am 17. Oktober 2015 abgeschlossen wurde. Unter anderem wurde das vorher geneigte Glockentürmchen neu ausgerichtet, der Dachstuhl erneuert, Mauerrisse ausgebessert und die Kirche innen erneuert.

## Baubeschreibung
Das Gebäude ist etwa acht Meter breit und zwölf Meter lang und mit einem kleinen Glockentürmchen auf der südöstlichen Außenmauer. Die Ausstattung ist schlicht und mit Statuen des Schutzheiligen und einer 1945 gestifteten Madonna, der so genannten „Schutzmantelfrau“ ausgestattet.